# Rhipidia eremnoptera
Rhipidia eremnoptera är en tvåvingeart som först beskrevs av Alexander 1967.  Rhipidia eremnoptera ingår i släktet Rhipidia och familjen småharkrankar. Inga underarter finns listade i Catalogue of Life.